# Polia hepatica
Polia hepatica là một loài bướm đêm thuộc họ Noctuidae. Loài này có ở temperate châu Âu và châu Á tới Đông Á. It is not present in northernmost Fennoscandia và phần phía nam của bán đảo Iberia, Ý và Hy Lạp. It is also absent từ Nhật Bản.
Sải cánh dài 39–47 mm. Con trưởng thành bay từ the end of tháng 5 đến the beginning of tháng 8 làm một đợt.
Ấu trùng ăn lá các loài Vaccinium, Rubus và Betula.

## Hình ảnh

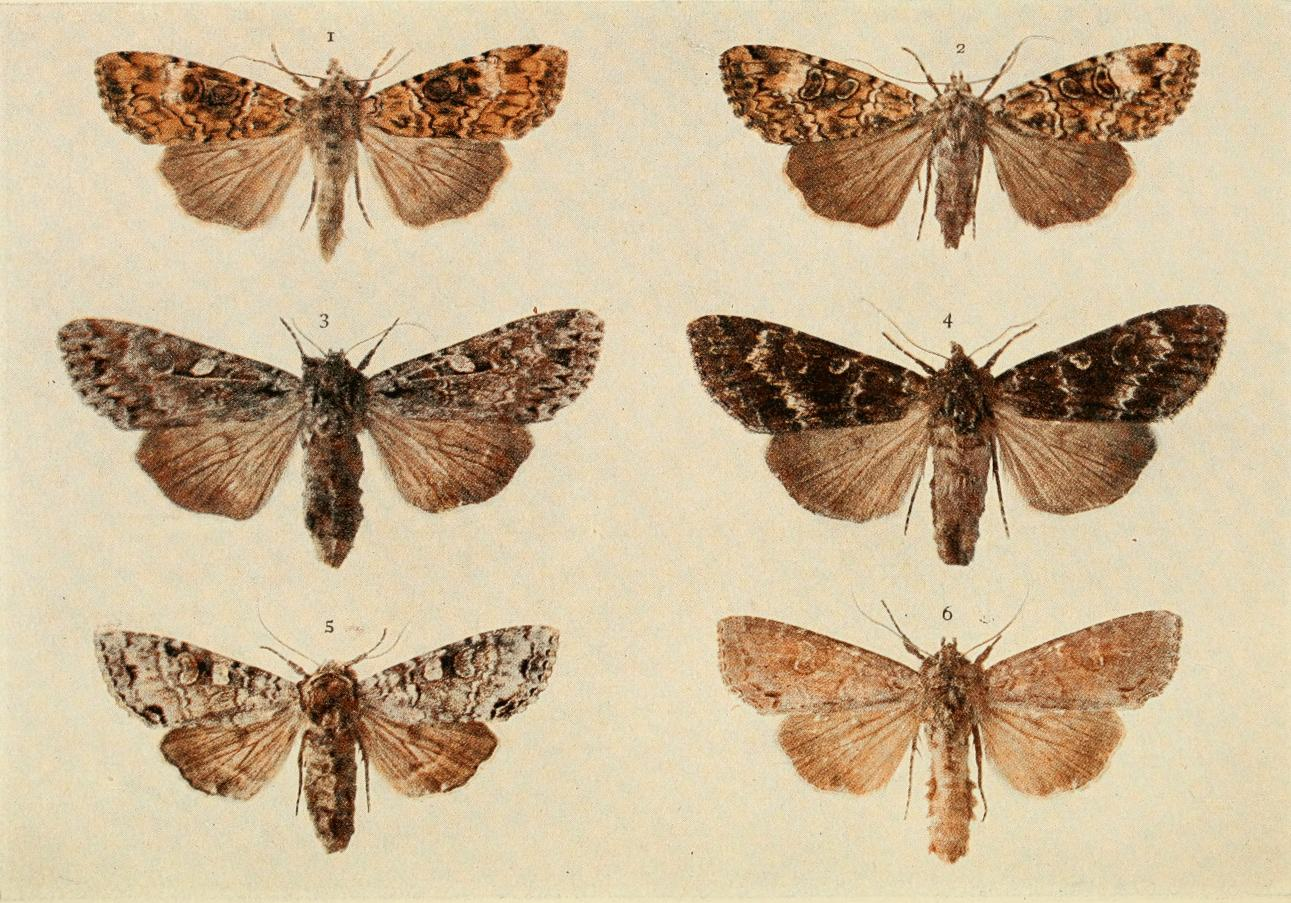